# Altovitiové
Altovitiové (italsky Altoviti) jsou významný italský šlechtický rod původem z Florencie.

## Historie
Již od středověku byla rodina Altovitiů jedním z nejvýznamnějších italských rodů, její členové byli jmenováni do nejvyšších úřadů Florentské republiky. Věnovali se bankovnictví a měli i velký politický vliv. Přátelili se s mnoha umělci, které podporovali. Patřili mezi ně např. Giorgio Vasari, Raffaelo či Michelangelo, ale také Galileo Galilei.
Díky promyšlené sňatkové politice se spříznili s rody z řad papežské šlechty, Medicejskými, Cyby, Aldobrandinii, Rospigliosi, Sacchetti nebo Corsinii. Od 14. století měli blízký vztah s papeži. Tři papežové jsou pokrevně spřízněni s rodinou Altovitiů: Innocent VIII., Klement IX. a Klement XII. Papež Innocent VIII. byl strýcem La Papessa Dianora Altoviti. Její syn Bindo Altoviti se stal jedním z nejvlivnějších papežských bankéřů a patronem umění renesance. Dům Altovitiů stále existuje a vlastní titul markýze.

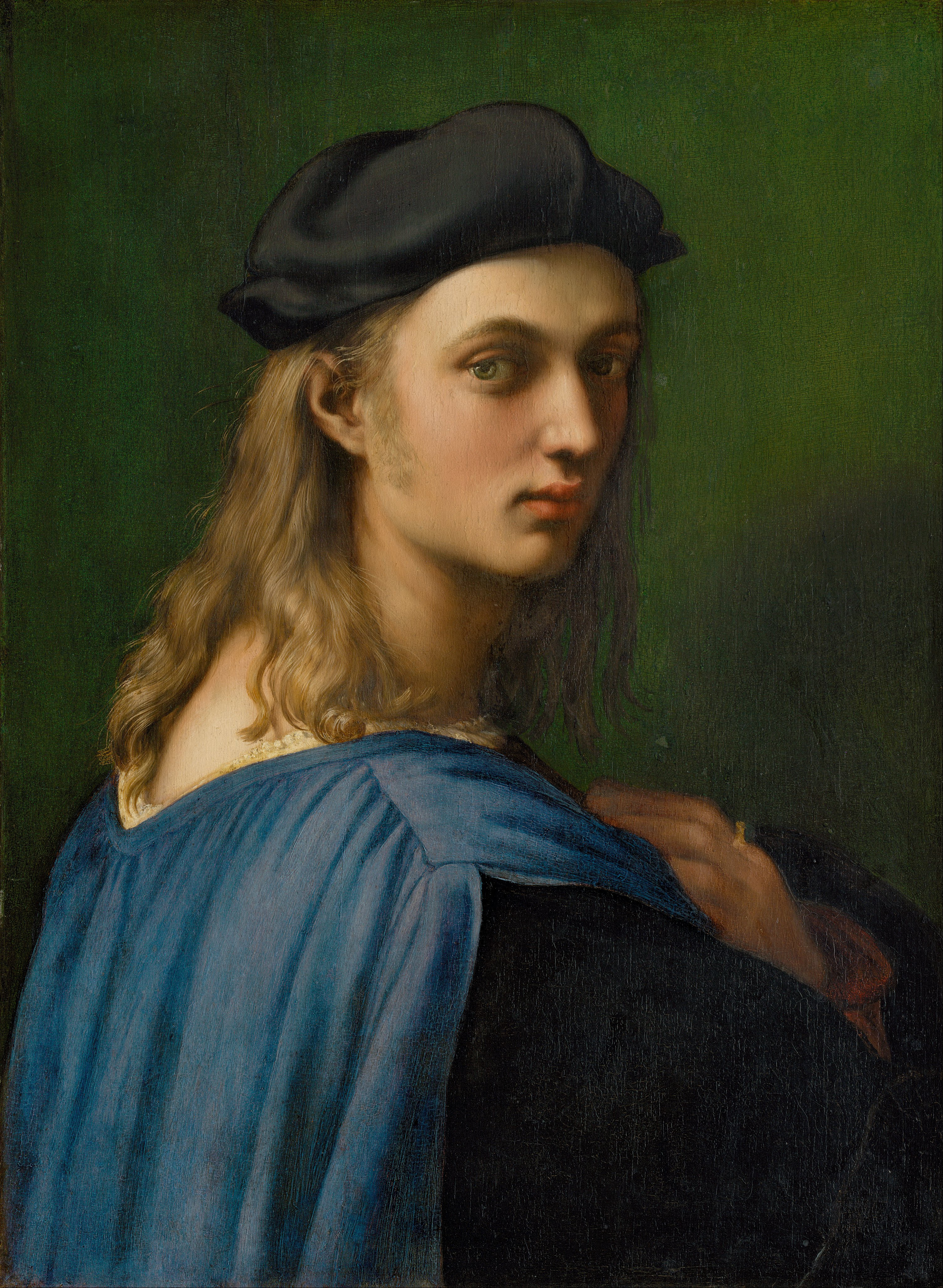
Portrét Binda Altovitiho, malíř Raffael Santi

Papež Pius II. předpokládal, že rodina Altovitiů má římský původ. Ve Fiesole byla nalezena hrobka s římským nápisem:
Furio Cammillo Altovita vnuk Furio Camillo, generál, státník a jeden z nejslavnějších hrdinů rané římské republiky, poctěný titulem druhého zakladatele Říma pro jeho vítězství nad Galy v bitvě u Allia za galského obležení Říma.
Podle rodinné legendy, stříbrný italský vlk na černém pozadí odkazuje na římský původ rodiny. Mytický vlk Lupa Capitolina, měl chránit zakladatele dynastie Furia Camillo pohlcením jeho nepřátel.

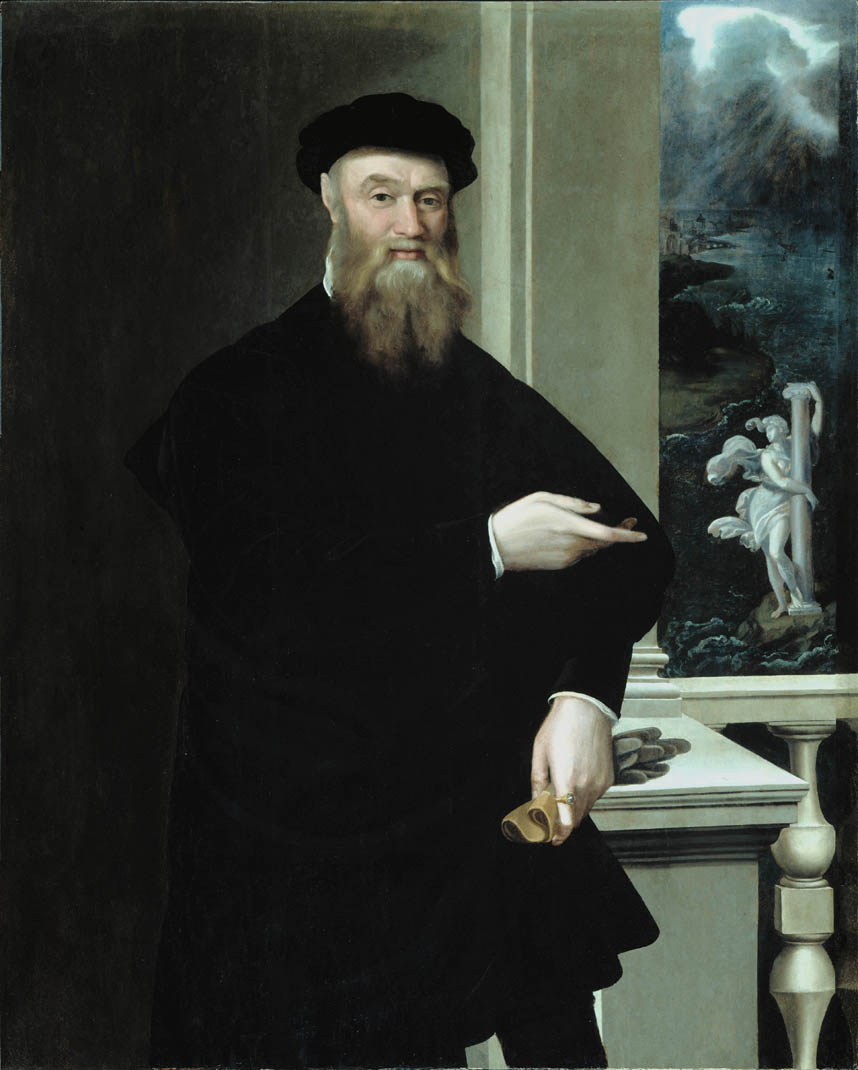
Portrét Binda Altovitiho, malíř Iacopino del Conte

Rodina přišla do Florencie ve dvanáctém století. Zabývala se obvyklou směsí kultury, obchodu (hlavně s vlnou a solí), bankovnictví a politikou. Mnozí byli respektovanými diplomaty či soudci na královských a papežských dvorech. Patřili k pro-papežské frakci Guelfů a Ghibelinů. V rodině se udržovala vojenská tradice, mnoho jejích členů statečně bojovalo v bitvách Florentské republiky. Proto někteří historici věří, že heraldický znak vlka rodině udělil císař Svaté říše římské Fridrich II. Štaufský, jako odměnu za jejich statečnost.

## Významní členové
- Giovanna Altoviti (1305–1395), známá jako Madonna Aldobrandini
- Iacopo Altoviti (1348–1403), biskup ve Fiesole
- Bardo di Altoviti (1342–1405), jeden z účastníků tzv. Avignonského zajetí
- Antonio Altoviti (1454–1507), papežský bankéř a mistr mincovny
- Bindo Altoviti (1491–1557), papežský bankéř a patron renesančních umělců
- Antonio Altoviti (1521–1573), arcibiskup ve Florencii
- Giacomo Altoviti (1604–1693), patriarcha v Antiochii a arcibiskup v Aténách
- Filippo Nero Altoviti (1634–1702), biskup ve Fiesole
- Antonio Altoviti Avila (*1914), herec a producent

## Umění a kultura
Antonio Altoviti se oženil s Dianorou Altovitiovou a její strýc se stal papežským mistrem mincovny na dvoře Inocence VIII. Stejně jako ostatní florentské bankovní rodiny i Altovitiové poskytovali papežům půjčky výměnou za práva z papežských příjmů.
Syn Antonia Altovitiho Bindo Altoviti byl jmenován generálním depozitářem a hlavním bankéřem papežského státu. Byl také hlavním výběrčím daní, určených především na rekonstrukci baziliky Sv. Petra v Římě. Po smrti Agostina Chigi (Agostino Andrea Chigi [1466–1520], italský bankéř a podporovatel umění) a po vyplenění Říma v roce 1527 mělo jen několik bohatých bank kapitál, aby bylo možno zabránit ekonomickému chaosu. V soutěži s ostatními bankovními domy, jako byli janovští bankéři, němečtí Fuggerové a Welserové; florentští Strozzi a Salviati, byli Altovitiové úspěšní. Stali se florentskými a papežskými bankéři, kteří měli možnost účastnit se velkých úvěrových transakcí a kontrolovat rozšiřující se oblast papežských financí.

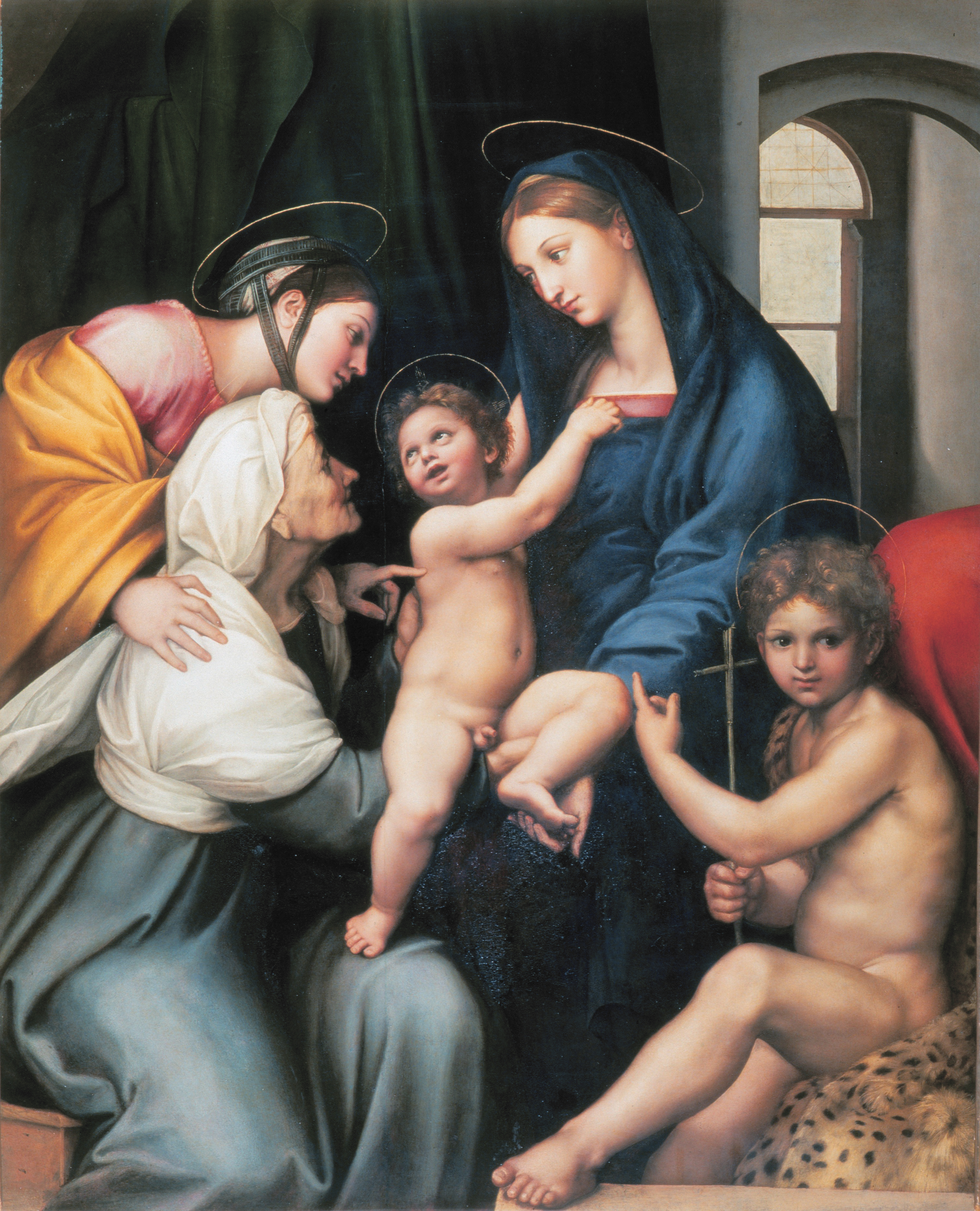
Madonna dell'Impannata, Raffael Santi

Bindo Altoviti postupně rozšiřoval a diverzifikoval své finanční aktivity Altoviti Bank na zahraničních peněžních trzích ve Francii, Nizozemsku a Anglii. Mezi jeho klienty patřil vévoda Karel III. Savojský (1486–1553) a francouzský král Jindřich II. Bindo Altoviti využil své finanční prostředky na rozsáhlé renovace nemovitostí zděděných po svém otci a ve své příměstské vile u Tibery uspokojoval svou vášeň pro umění. Stal se patronem umění, jeho přáteli byli Vasari, Cellini, Raffael Santi a Michelangelo. Michelangelo měl Binda Altovitiho v takové úctě (zatímco pohrdal Agostinem Chigim), že mu věnoval kresbu Požehnání Noema, připravenou pro klenbu Sixtinské kaple, kresba je ztracená stejně jako design Venuše, kolorovaný Vasarim. Ve Florencii na náměstí Piazza del Limbo měli Altovitiové palác s velkým rodinným znakem na fasádě a byli ochránci jednoho z nejstarších florentských kostelů Santi Apostoli. Byl to právě Michelangelo, kdo přesvědčil Binda, že kostel není nutno přestavět, ale zachránit. Vasari namaloval pro rodinnou kapli obraz Alegorie neposkvrněného početí.

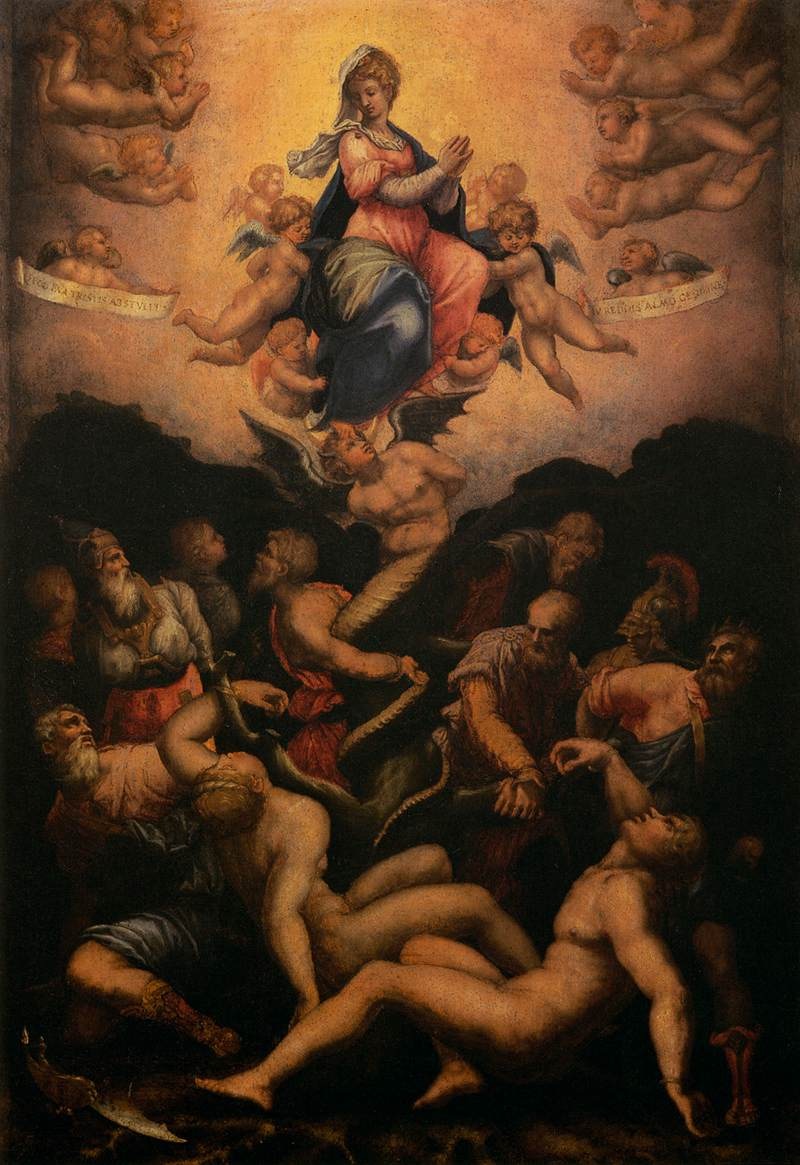
Alegorie Neposkvrněného početí, Giorgio Vasari

Vasari v Římě zůstal a vytvořil v Palazzo Altoviti fresku Triumf Ceres. Když byl palác Altoviti zbourán, aby se vytvořil prostor pro nábřeží řeky Tibery, fresky byly zachráněny a nyní jsou uchovány v Palazzo Venezia. Pro Bindovu příměstskou vilu Vasari vytvořil na lodžii velkou fresku Vinobraní, zdobenou sochami a mramorem z Hadrianovy vily. Andrea Sansovino věnoval Bindovi jako dar terakotový model sochy sv. Jakuba, který připravoval pro florentskou katedrálu Santa Maria del Fiore. Bindo Altoviti byl pohřben v kostele Trinità dei Monti v Římě a malíř Giovanni Battista Naldini byl pověřen namalovat cyklus fresek o Janu Křtiteli.
Koncem 16. století se Giovanni Battista Sacchetti, obchodní partner rodiny Barberiniů, ze které pocházel papež Urban VIII., oženil s Francescou Altovitiovou. Následkem manželství bylo převedení majetku rodiny Altovitiů na rodinu Sacchettiů, včetně některých sbírek rodiny, zisků z vazeb na kurie a z klientských vztahů, které si již Altovitiové vytvořili. Jejich syn Giulio Cesare Sacchetti byl vlivný kardinál, zastánce Galileo Galilei a byl dvakrát zahrnutý ve francouzském seznamu přijatelných kandidátů (papežská konkláve 1644 a papežská konkláve 1655) na pozici papeže. Jejich další syn Marcello Sacchetti se stal papežským pokladníkem Urbana VIII. a jeho uměleckým agentem. Pokračoval v rozšiřování rodinné sbírky a stal se jedním z nejrespektovanějších sběratelů baroka a patrona Nicolase Poussina, Guida Reniho a Pietra da Cortony. Rodinná sbírka obsahovala přes 800 obrazů a později se stala základem Kapitolského muzea v Římě.
V 18. století byl Giovambattista Altoviti schopen rozšířit svou sbírku, když zdědil na žádost svého přítele Pietra Paola Avily jeho palác v Římě spolu s prestižní uměleckou sbírkou a jméno Avila bylo spojeno se jménem Altovitiů. Když se v 19. století prodávaly části sbírky, portrét Binda Altovitiho byl prodán Ludvíku I. Bavorskému spolu s vilou Adiana Borghese.
Palác Altoviti se nazýval dei Viscacci a byl plný portrétů slavných osobností Floencie, jako byli Amerigo Vespucci, Francesco Guicciardini a portrét Danteho v průčelí, na chodbách byly fresky od Lorenza del Moro a Tommaso Redi. Od roku 1978 je palác domovem florentské zednářské lóže Grande Oriente d'Italia.